# 安徽外国语学院
安徽外国语学院是位于安徽省合肥市创办于2002年的一所全日制民办普通高等院校，2011年经国家教育部批准升格为本科院校。位于合肥市国家级森林公园紫蓬山风景区。

## 院系部门
- 东方语言学院
- 西方语言学院
- 国际商务学院
- 国际经济学院
- 国际旅游学院
- 艺术与传媒学院
- 思想政治理论课教研部
- 基础课教学部
- 图书馆
- 实验实训中心

## 事件
2022年3月28日，安徽外国语学院学生郭某东从辽宁葫芦岛出发返校，期间曾8次翻墙进、出学校，逃避2019冠状病毒病疫情防控，其后被确认为无症状感染者。4月6日晚，肥西县新冠肺炎疫情防控指挥部发布通报，郭某东存在故意隐瞒活动轨迹、编造虚假信息的违法行为，公安机关正在对其立案调查。另外，肥西县公安局依据《中华人民共和国治安管理处罚法》，对学院负责疫情防控的主管人员郭某英和直接责任人员陈某平依法行政拘留，并视情将对学院其他负责人依法追责。